# Дхолпур (округ)
Дхолпур (англ. Dholpur) — округ в индийском штате Раджастхан. Разделён на четыре подокруга. Административный центр округа — город Дхолпур. Согласно всеиндийской переписи 2001 года население округа составляло 983 258 человек. Уровень грамотности взрослого населения составлял 60,10 %, что соответствует среднеиндийскому уровню (59,5 %).